# Jacques Simon (cyclisme)
Pour les articles homonymes, voir Jacques Simon et Simon.
Jacques Simon, né le 1er octobre 1938 à Saint-Pol-de-Léon et mort le 7 octobre 2021 à Morlaix,, est un coureur cycliste français.

## Biographie
Jacques Simon commence le cyclisme en 1956 ou 1957, vers l'âge de 18 ans, au VC Morlaix. Dès l'année suivante, il est sélectionné en équipe de France pour ses premiers championnats du monde amateurs, où il se classe neuvième.
En 1959, il devient champion de Bretagne et ligne et champion de Bretagne et de France du contre-la-montre par équipes, sous les couleurs du VC Morlaix. En 1960, il remporte une étape de la Route de France, épreuve phare chez les amateurs, qu'il termine à la sixième place. La même année, il honore diverses sélections en équipe de France pour les championnats du monde amateurs, où il se classe septième, et pour les Jeux olympiques, au cours desquels il termine septième du contre-la-montre par équipes et douzième de la course en ligne.
Après son service militaire au Bataillon de Joinville, il passe professionnel en 1961 au sein de l'équipe Rapha-Gitane-Dunlop de Jacques Anquetil. Son année 1963 est probablement la plus aboutie, puisqu'il remporte Paris-Vimoutiers et termine notamment quatrième du Critérium national, remporté par son leader Anquetil. 
En 1966, à la suite d'une saison décevante chez Mercier-BP-Hutchinson, il redescend en amateur hors catégorie ou indépendant au VC Morlaix, son club formateur. Il court encore plusieurs saisons, obtenant de nombreuses victoires sur des critériums bretons. Sa carrière prend finalement fin en 1972.
Bien que retiré des compétitions, il ne délaisse pas pour autant le vélo et devient conseiller technique régional en Martinique dans les années 1980, avant de faire son retour en métropole.

## Palmarès

### Palmarès amateur
- 1958
  -  Champion de Bretagne des sociétés
  - 3e du Grand Prix de France
  - 9e du championnat du monde sur route amateurs
- 1959
  -  Champion de France des sociétés
  -  Champion de Bretagne sur route
  -  Champion de Bretagne des sociétés
  - 3e du Circuit de la Sarthe
- 1960
  - 8e étape de la Route de France
  - 7e du championnat du monde sur route amateurs

### Palmarès professionnel
- 1961
  - 3e du Circuit d'Auvergne
- 1963
  - Paris-Vimoutiers
- 1964
  - 2ea étape du Circuit du Morbihan (contre-la-montre par équipes)

## Résultats sur les grands tours

### Tour d'Espagne
1 participation 
- 1963 : abandon (3e étape)